# Oxilus terminatus
Oxilus terminatus är en skalbaggsart som beskrevs av Jean Baptiste Lucien Buquet 1860. Oxilus terminatus ingår i släktet Oxilus och familjen långhorningar.
Artens utbredningsområde är:
- Kenya.
- Mali.
- Niger.
- Senegal.

Inga underarter finns listade i Catalogue of Life.